# Håkan Jevrell
Sven Håkan Oskar Jevrell, född 16 augusti 1968 i Västerleds församling, Stockholms län, är en svensk politiker (moderat) och diplomat.

## Biografi
Håkan Jevrell är juristutbildad, tog 1997 jur.kand.-examen från Stockholms universitet, och studerade 1994-1995 vid Universitetet i Hannover. Efter notarietjänstgöring vid länsrätten i Mariestad 1997-1999, tjänstgjorde han som biträdande jurist vid en advokatfirma under 2000 för att sedan under 2001-2004 vara verksam som kammaråklagare vid Västerorts åklagarkammare i Stockholm.
Efter 2006 års riksdagsval utnämndes Jevrell till biträdande chef på Moderaternas samordningskansli i Statsrådsberedningen. Den 11 september 2007 efterträdde han H.G. Wessberg som statssekreterare hos försvarsminister Sten Tolgfors. Efter Tolgfors avgång lämnade Jevrell tjänsten som statssekreterare i maj 2012 och efterträddes av Carl von der Esch. 
Den 1 augusti 2013 utsåg regeringen Jevrell till ambassadör i Singapore. Under sin tid som ambassadör i Singapore initierade han Sweden South East Asia Business Summit som avhölls första gången 2016 och har därefter blivit ett återkommande evenemang. 
2018–2020 var Jevrell Sveriges representant i Taiwan. 2020–2022 var han regeringens särskilda sändebud mot organiserad brottslighet.
Jevrell utnämndes 2022 till statssekreterare med ansvar för utrikeshandelsfrågor under statsrådet Johan Forssell på Utrikesdepartementet. Han kvarstod i sin tjänst även efter att Benjamin Dousa 2024 efterträtt Forssell som bistånds- och utrikeshandelsminister.
Jevrell är gift med Catharina Jevrell, född Sylvén, och har två barn.  Han är reservofficer i flottan sedan 1989 och har idag kaptens tjänstegrad.